# Rombohöjden
Rombohöjden är en by med ett tjugotal hus, mest "sommartorp" men det finns vissa som bor där året runt. Rombohöjden ligger på ett berg som är cirka 385 meter högt. Det finns urskog med gott om svamp, bär och jaktmöjligheter. Förr hette Rombohöjden Rundbohöjden men har bytt namn.